# Delta 1000
Delta 1000 – seria amerykańskich rakiet nośnych Delta, oblatana w latach 1972–1975. Była to pierwsza seria rakiet Delta wykorzystująca stopień Thor ELT, będący wydłużoną do 22,4 m wersją rakiety Thor.
Część rakiet tej serii uzyskała nazwę Straight Eight (dosłownie: prosta ósemka). Nazwa ta odnosiła się do średnicy drugiego stopnia rakiety oraz przestrzeni ładunkowej, wynoszącej 8 stóp (ok. 2,44 m), czyli tyle samo co centralny człon rakiety.

## System oznakowania
- Pierwsza cyfra (model stopnia centralnego i silników pomocniczych):
  - 1: Thor ELT (silnik MB-3-3), Castor 2
- Druga cyfra (liczba silników pomocniczych):
  - 4: cztery silniki
  - 6: sześć silników
  - 9: dziewięć silników
- Trzecia cyfra (model stopnia górnego):
  - 0: Delta-F (silnik AJ-10-118F)
  - 1: Delta-P (silnik TR-201)
- Czwarta cyfra (model opcjonalnego silnika ucieczkowego):
  - 0: brak
  - 3: Star-37D
  - 4: Star-37E

## Starty
1. 23 września 1972, 13:20 GMT; konfiguracja 1604; s/n Delta 90; miejsce startu: Cape Canaveral Air Force Station (SLC-17B), USA
Ładunek: Explorer 47; Uwagi: start udany
2. 10 listopada 1972, 01:14 GMT; konfiguracja 1914; s/n Delta 92; miejsce startu: Cape Canaveral Air Force Station (SLC-17B), USA
Ładunek: Anik A1; Uwagi: start udany – błędne oznaczenie, użyty został stopień Delta-F.
3. 20 kwietnia 1973, 23:47 GMT; konfiguracja 1914; s/n Delta 94; miejsce startu: Cape Canaveral Air Force Station (SLC-17B), USA
Ładunek: Anik A2; Uwagi: start udany
4. 10 czerwca 1973, 14:13 GMT; konfiguracja 1913; s/n Delta 95; miejsce startu: Cape Canaveral Air Force Station (SLC-17B), USA
Ładunek: Explorer 49; Uwagi: start udany
5. 26 października 1973, 02:26 GMT; konfiguracja 1604; s/n Delta 97; miejsce startu: Cape Canaveral Air Force Station (SLC-17B), USA
Ładunek: Explorer 50; Uwagi: start udany
6. 16 grudnia 1973, 06:18 GMT; konfiguracja 1900; s/n Delta 99; miejsce startu: Vandenberg Air Force Base (SLC-2W), USA
Ładunek: Explorer 51; Uwagi: start udany
7. 10 kwietnia 1975, 23:50 GMT; konfiguracja 1410; s/n Delta 109; miejsce startu: Vandenberg Air Force Base (SLC-2W), USA
Ładunek: GEOS-C; Uwagi: start udany
8. 21 czerwca 1975, 11:43 GMT; konfiguracja 1610; s/n Delta 112; miejsce startu: Cape Canaveral Air Force Station (SLC-17B), USA
Ładunek: OSO-8; Uwagi: start udany